# おうし座イータ星
座標:  03h 47m 29.07655s, +24° 06′ 18.4883″
おうし座η星（おうしざイータせい、η Tau / η Tauri）は、おうし座の恒星で3等星。プレアデス星団で最も明るい恒星である。

## 恒星系
η星Aは、プレアデス星団に多い青色巨星で、他の多くのBe星と同様に215 km/sと速い自転速度を持ち、恒星の回りにガスの円盤を作っている。η星A自体が三重連星で、主星と最も近い伴星とは地球からは1ミリ秒と離れていない。主星ともう一方の星とは太陽と木星程度の距離で、地球からは0.031秒離れて見える。
η星BとCはともに8等級の白いA型主系列星で、Aからそれぞれ117秒、181秒離れて見える。η星Cはたて座δ型変光星で、明るさは1.13時間ごとに+8.25から+8.30まで変化する。η星Dは黄白色のF型主系列星で、η星Aから191秒離れて見え、視等級は+8.7である。η星Dもまた連星を構成している。ワシントン重星カタログでは、さらに11等級未満の恒星4つをこの星系に数えている。

## 名称
固有名のアルキオネ (Alcyone) は、ギリシア神話に登場するプレイアデスの1人アルキュオネーにちなんで名付けられた。2016年6月30日に国際天文学連合の恒星の命名に関するワーキンググループ (Working Group on Star Names, WGSN) は、Alcyone をおうし座η星Aの固有名として正式に承認した。
中国では昴宿六として知られている。